# Диброва (Харьковская область)
Дибро́ва (укр. Дібро́ва) — село Капитоловского сельского совета (Изюмский район, Харьковская область, Украина).
Код КОАТУУ — 6322884507. Население по переписи 2001 года составляет 393 (185/208 м/ж) человека.

## Географическое положение
Село Диброва является пригородом Изюма и находится от города Изюм в двух км; примыкает к селу Капитоловка. Раньше село было частью села Капитоловка.
Через село проходит железная дорога, станция Подгорки.
Село окружено большим лесным массивом (сосна).

## Экономика
- Рядом с селом находится водоочистная станция с отстойниками.

## Достопримечательности
- Братская могила советских воинов.